# Play Date
Play Date è un brano musicale della cantante statunitense Melanie Martinez, quattordicesima traccia del primo album in studio Cry Baby, pubblicato il 14 agosto 2015.

## Descrizione
Il brano, scritto dalla stessa interprete insieme a Jennifer Decilveo e prodotto da Michael Keenan, ha iniziato ad ottenere un successo virale sulla piattaforma TikTok nel mese di aprile 2020, tanto da essere aggiunto in varie playlist di Spotify.

## Formazione
- Melanie Martinez – voce
- Michael Keenan – produzione
- Jennifer Decilveo – testo e musica, produzione aggiuntiva
- Chris Gehringer – assistenza al mastering

## Classifiche
| Classifica (2020) | Posizione massima |
| ----------------- | ----------------- |
| Belgio (Fiandre)  | 52                |
| Belgio (Vallonia) | 46                |
| Estonia           | 34                |
| Francia           | 138               |
| Grecia            | 53                |
| Irlanda           | 45                |
| Lituania          | 33                |
| Malaysia          | 3                 |
| Norvegia          | 23                |
| Portogallo        | 119               |
| Repubblica Ceca   | 79                |
| Regno Unito       | 78                |
| Singapore         | 6                 |
| Slovacchia        | 77                |
| Svizzera          | 78                |